# Święci Feliks, Cyprian i 4964 towarzyszy
Święci Feliks, Cyprian i 4964 towarzyszy — grupa afrykańskich katolików deportowanych w roku 483 z państwa Wandalów i zesłanych na pustynię poza limes rzymski. Większość z nich zginęła podczas drogi lub na miejscu zesłania. W Kościele katolickim czczeni są oni jako męczennicy i wyznawcy.

## Historia
Po najeździe na rzymskie prowincje w Afryce, podczas którego zginął m.in. Augustyn z Hippony, Wandalowie utworzyli tam własne państwo oraz odrębny Kościół monarszy, z patriarchą Kartaginy na czele. Obowiązującą doktryną tego Kościoła był arianizm. Gejzeryk wymagał przynależności do Kościoła państwowego jedynie od urzędników królewskich. Następca Gejzeryka, Huneryk, posunął się dalej i nakazał wszystkim swoim poddanym wstąpienie do Kościoła wandalskiego. Jego zarządzenie spotkało się z oporem ze strony części chrześcijan.
Historycy uważają, że zarządzenie Huneryka spowodowane było dwiema przyczynami. Pierwszą z nich był skrajny w sensie doktrynalnym, rygorystyczny i agresywny w stosunku do „katolickich heretyków” arianizm wandalski. Druga przyczyna miała charakter polityczny. Stosunek do katolików władców wandalskich był funkcją stosunków politycznych z Cesarstwem Rzymskim. Katolicy byli oskarżani o sprzyjanie Rzymianom, szpiegostwo oraz spiski przeciwko władzy wandalskiej – finansowane i wspierane przez Konstantynopol. Huneryk wydał swoje zarządzenie w okresie bardzo silnego napięcia politycznego między Wandalami a Cesarstwem.
Represje wobec chrześcijan, którzy nie chcieli podporządkować się rozporządzeniu Huneryka, miały kilka faz. W pierwszym okresie odebrano katolikom świątynie, pozbawiono opornych majątków, ale zezwolono także na dobrowolną emigrację. W drugiej fazie przywódców oporu wobec władcy skazywano na śmierć lub zsyłano do pracy w majątkach ziemskich. W trzeciej fazie rozpoczęto wydalanie z państwa dużych grup ludności katolickiej. Początkowo deportacje przeprowadzano drogą morską, przesiedlając tysiące ludzi z Afryki na Sycylię i Sardynię. Ponieważ deportacje tą drogą trwały długo i były kosztowne, zdecydowano się przeprowadzać je także drogą lądową, wydalając katolików poza limes rzymski, w głąb Afryki.
W szczytowym okresie represji, w roku 483, drogą lądową wygnano z państwa około 4000 afrykańskich katolików. Ich deportacja została dobrze zorganizowana. Pochodzące z różnych miast grupy duchownych i świeckich zgromadzono najpierw w Sicca Veneria i Lares w  prowincji Afryka Prokonsularna. Stamtąd poprowadzono ich na południe poprzez prowincję Byzancjum i porzucono na pustyni, po przekroczeniu limesu. Według starożytnych historyków część deportowanych zginęła już podczas wyczerpującej drogi, część została zabita przez zamieszkujących tereny pograniczne Berberów. Nie jest znana liczba osób, które przeżyły deportację.
Po odzyskaniu Afryki przez Cesarstwo w roku 534, upamiętniono deportowanych ustawiając na drodze ich przemarszu inskrypcje opisujące cierpienia wygnanych. Kilka z tych inskrypcji przetrwało do czasów współczesnych.

## Kult
Kult deportowanych jako męczenników datuje się od VI wieku. Wówczas to najprawdopodobniej napisano anonimową pasję rozpoczynającą się od słów Quibus autem prosequar fluminibus lacrimarum. Zgodnie z tekstem pasji podczas deportacji zabitych zostało 4975 osób oraz dwóch biskupów o imionach Cyprian i Feliks. Ku czci tych męczenników i wyznawców ustanowiono na dzień 12 października święto, współcześnie zniesione.
Natomiast zgodnie z tekstem wpisanym pod datą 12 października do Martyrologium Romanum, opracowanym po soborze trydenckim na polecenie papieża Grzegorza XIII, podczas deportacji zginęło 4966 męczenników i wyznawców. Byli to biskupi Feliks i Cyprian, kapłani oraz diakoni wraz z wiernymi. Według Martyrologium wygnańców pod eskortą żołnierzy wyprowadzono na pustynię. Tych, których nie mieli siły iść, zmuszano do biegu włóczniami i kamieniami; innych wleczono za nogi lub przy pomocy lin. Na pustyni wszyscy zostali zamordowani na różne, okrutne sposoby.